# پائول د بورمن
 پائول د بورمن (انگلیسی: Paul de Borman؛ زاده ۱ دسامبر ۱۸۷۹ درگذشته ۲۱ آوریل ۱۹۴۸) یک تنیس‌باز اهل بلژیک بود.